# Nihang

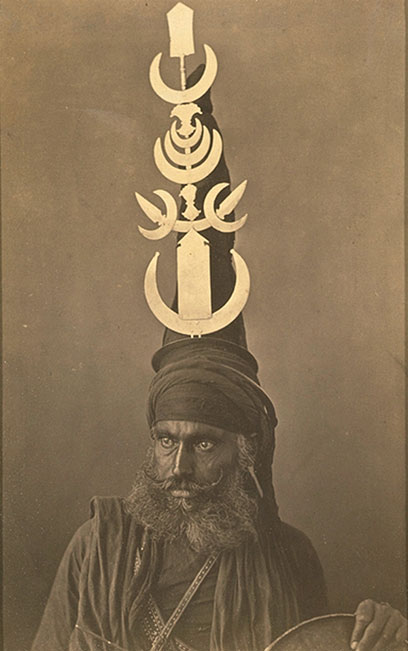
Un Nihang en c.1860 con un elaborado turbante característico.

Los Nihang (punyabí: ਨਿਹੰਗ) o Akali (literalmente «Los inmortales») es una orden guerrera sij que se originó en el subcontinente indio. Se cree que los Nihang se originaron en Fateh Singh y el atuendo que llevaban del «Akali Dal» (lit. Ejército de los Inmortales) empezó por el Gurú Hargobind. La temprana historia militar sij estuvo dominada por los Nihang, conocidos por sus victorias donde fueron superados en gran medida en número.  Tradicionalmente conocidos por su valentía y crueldad en el campo de batalla, los Nihang formaron una vez los escuadrones de guerrillas irregulares de las fuerzas armadas del Reino sij, el Ejército Sij Khalsa.

## Etimología
Nihang puede provenir la palabra persa para una criatura marina mítica (en persa: نهنگ‎). El término debe su origen a los historiadores del Imperio mogol, quienes compararon la ferocidad de los Akali con la de cocodrilos. El significado de Akali en el sijismo es: «el ejército inmortal de Akal (dios)».

## Armas y atuendo

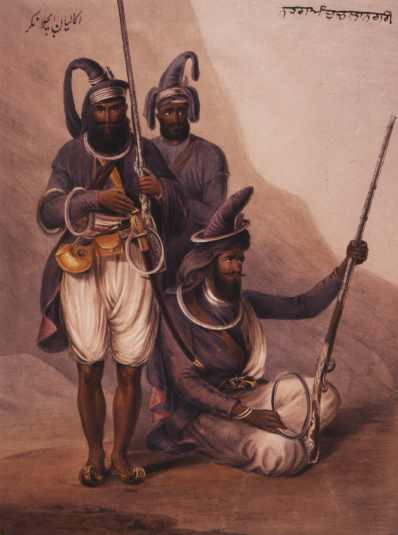
Nihang Abchal Nagar (Nihangs de Hazur Sahib), 1844. Muestra soldados sij con turbante y chakrams.

Tradicionalmente el vestido de los Nihang es conocido  como Khalsa Swarupa..Esto incluye vestimenta completa de azul eléctrico seleccionada por  Gurú Gobind Singh después de conflictos con Vazir Khan, el gobernador mogol de Sirhind, Vazir Khan, el Mughal Gobernador de Sirhind. Pulseras de hierro afiladas alrededor de sus muñecas (jangi kara) y un arma circular  de acero (chakram) escalonadas en sus altos turbantes azules cónicos, junto con la daga tradicional llevada por todos los sij (kirpán). Cuando esté completamente armado, un Nihang también llevará una o dos espadas (ya sea la talwar curva o la khanda recta) en su cadera derecha, un katar (daga) en su cadera izquierda, un escudo hecho de piel de búfalo (dhala) en su espalda, un gran chakram alrededor del cuello y una cadena de hierro. En tiempos de guerra, los brazos que llevaba la persona del Nihang generalmente se reservaban hasta que el guerrero perdía el arma que sostenía, a menudo un arco o una lanza (barsha). La armadura consistía en un sanjo o cota de malla de hierro usada debajo de una coraza de hierro (char aina). Los zapatos de guerra Nihang (jangi mozeh) eran hechos de hierro en la punta del pie, haciendo que sus dedos puntiagudos fueran capaces de infligir cortes y heridas de arma blanca.
Los Nihang eran particularmente famosos por sus turbantes altos (dastar bunga) y su uso extenso del chakram. Sus turbantes a menudo apuntaban hacia arriba y estaban equipados con un chand torra o tridente que podía usarse para apuñalar en lugares cerrados. Otras veces, los turbantes estarían armados con una bagh naka (garra de hierro) y uno o varios chakram para cortar los ojos del oponente. Se decía que estos turbantes reforzados con acero proporcionaban protección suficiente para que no hubiera necesidad de ninguna otra forma de casco. Hoy, los  Nihang todavía usan versiones en miniatura de cinco armas (pancha shastra) en sus turbantes, a saber, el chakram, el khanda (espada), el karud (daga), el kirpán y el tir (flecha).

## Los Nihan en la actualidad

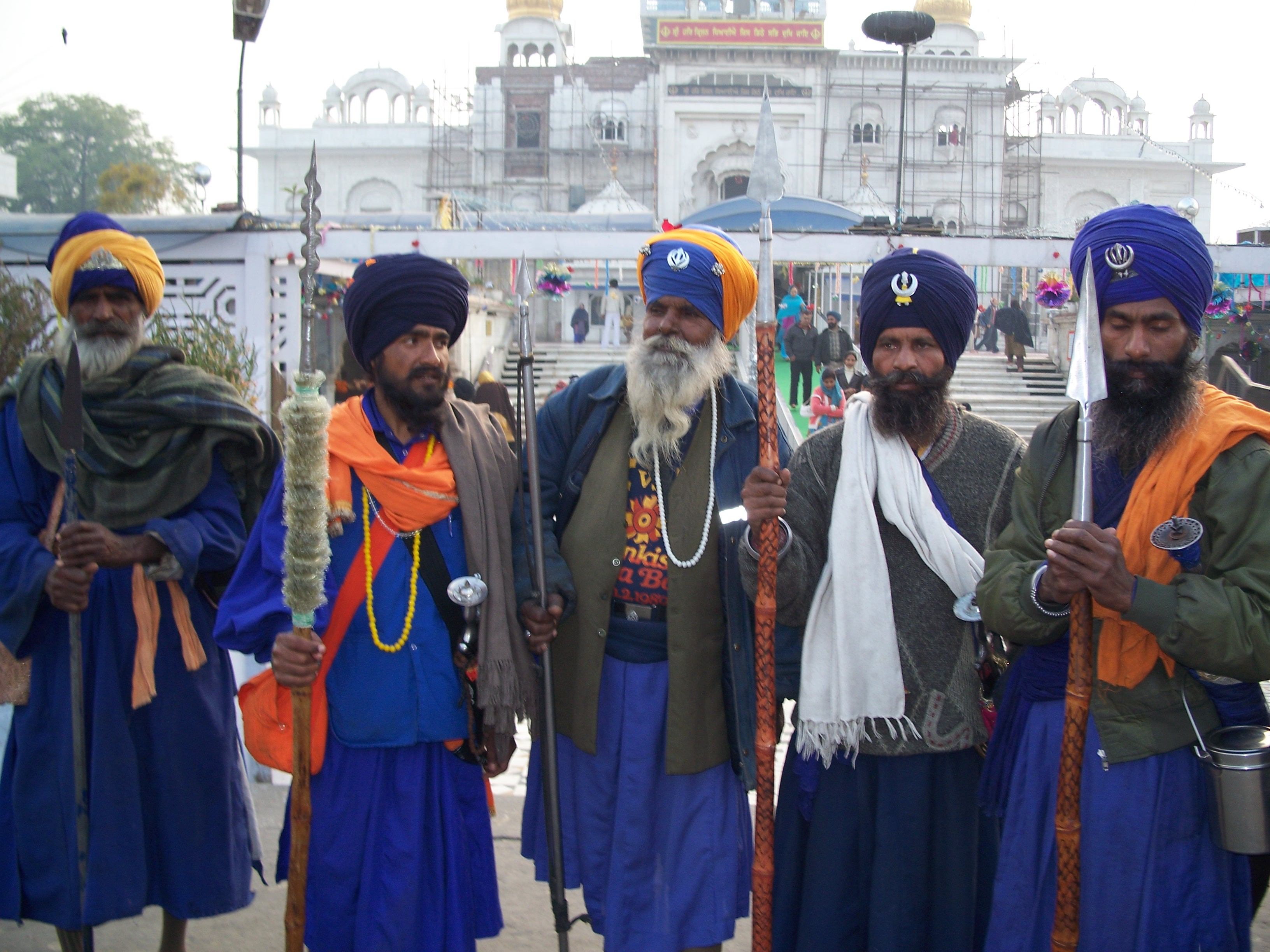
Un grupo de Nihang

Los Nihang  hoy reciben gran respeto y afecto por parte de la comunidad sij, pero tienen ciertas prácticas y creencias separadas. Si bien la orden es principalmente ceremonial, tienen el deber de defender a su gente y la fe,  los Nihang se reúnen por miles en Anandpur Sahib, en el estado de Punyab (India). Ubicada cerca del río Sutlej, la ciudad es uno de los lugares más sagrados del sijismo, donde muestran sus habilidades marciales.

## Uso de psicotrópicos
Algunos grupos de Nihang consumen cannabis  o shaheedi degh (ਭੰਗ), supuestamente para ayudar en la meditación.
 Sukha parshaad (ਸੁੱਖਾ ਪ੍ਰਰਸਾਦ), «Seco-dulce», es el término Nihang  para referirse a él. Tradicionalmente es aplastado y tomado como líquido, especialmente durante festivales como Hola Mohalla. Nunca se fuma, ya que esta práctica está prohibida en el sijismo.
En 2001, Jathedar Santa Singh, el dirigente de Budha Dal, junto con 20 jefes de las sectas Nihang, se negó a aceptar la prohibición del consumo de shaheedi degh por parte del clero sij supremo, para preservar las prácticas sij tradicionales. 
De acuerdo a un artículo de la BBC, «También bebían shaheedi degh, una infusión de cannabis para acercarse a Dios.»

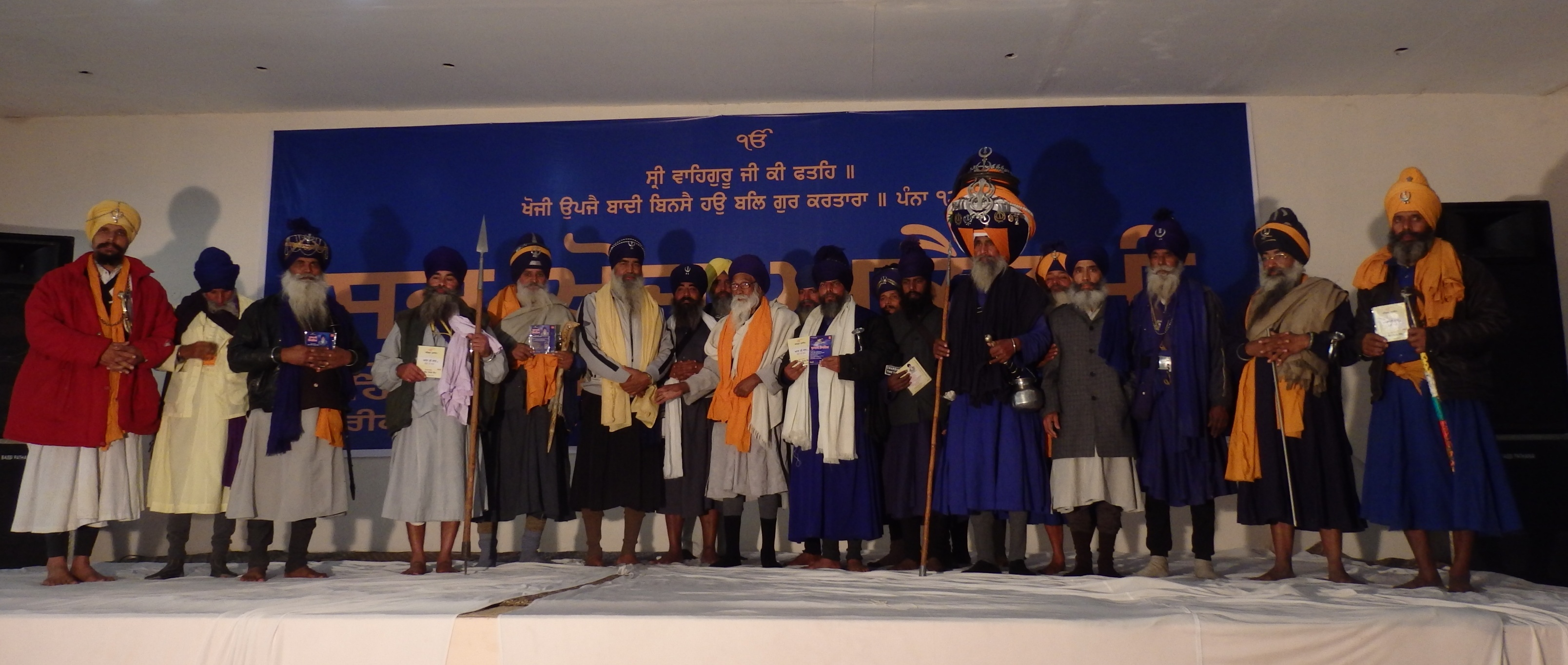
Nihang en Sirhind